# Vyhlídka opata Zavorala
Vyhlídka opata Zavorala se nachází na pravém břehu Vltavy nad Slapskou přehradou, v přímém sousedství keltského oppida Hrazany.
Informační tabule připomíná opata Premonstrátského řádu Metoděje Jana Zavorala (1862 Neveklov – 1942 Praha), který je znám mj. přátelským vztahem ke spisovateli Karlu Čapkovi (1890 Malé Svatoňovice – 1938 Praha).
Vyhlídka byla osazena kamenným křížem, který byl pak několikrát poničen. Není zajištěna zábradlím.